# Quan niệm nghệ thuật
Quan niệm nghệ thuật (tiếng Nga: khudojestvennaya koncepciya) là nguyên tắc cắt nghĩa thế giới và con người vốn có của hình thức nghệ thuật, đảm bảo cho nó khả năng thể hiện đời sống với một chiều sâu nào đó.
Quan niệm nghệ thuật là sự miêu tả hữu hạn của thế giới vô hạn là cuộc đời, hình tượng văn học phải được mở đầu và kết thúc ở đâu đó, con người và cảnh vật phải được nhìn ở giác độ nào đó. Để tái hiện cuộc sống con người, tác giả phải hiểu cách học giao tiếp với nhau, với thế giới và với bản thân, cách họ sống, hành động và suy nghĩ, điều họ quan tâm và không quan tâm trong cuộc đời.
Tổng hợp tất cả mọi điều đó tạo thành cái mô hình nghệ thuật về thế giới và con người bao quát mà tác giả xuất phát để khắc họa hình tượng của những con người và số phận cụ thể, tổ chức quan hệ của các nhân vật, giải quyết xung đột, xây dựng kết cấu tác phẩm. Quan niệm nghệ thuật thể hiện cái giới hạn tối đa trong cách hiểu thế giới và con người của một hệ thống nghệ thuật thể hiện khả năng, phạm vi, mức độ chiếm lĩnh đời sống của nó.
Quan niệm nghệ thuật về thế giới và con người thể hiện ở điểm nhìn nghệ thuật, ở chủ đề cảm nhận đời sống được hiểu như những hằng số tâm lí của chủ thể, ở kiểu nhân vật và biến cố mà tác phẩm cung cấp, ở cách xử lí các biến cố và quan hệ nhân vật.
Khác với tư tưởng, tác phẩm văn học tập trung thể hiện một thái độ đối với cuộc sống trong bình diện quan hệ giữa hiện thực và lí tưởng, khẳng định cuộc sống nào, phê phán cuộc sống nào; quan niệm nghệ thuật chỉ cung cấp một mô hình nghệ thuật về thế giới có tính chất công cụ để thể hiện những cuộc sống cần phải có mang tính khuynh hướng khác nhau.

## Ví dụ
Quan niệm nghệ thuật có thể được thể hiện qua tình yêu nam nữ cao đẹp thời nào cũng đều đáng yêu, và được khẳng định nhưng tình yêu trong văn học dân gian, trong truyện hiệp sĩ trung đại, trong tiểu thuyết lãng mạn, trong tiểu thuyết hiện thực, trong văn học cách mạng,... được thể hiện khác nhau rất nhiều. Với tính chất công cụ đó, quan niệm nghệ thuật về thế giới và con người chẳng những cung cấp một điểm xuất phát để tìm hiểu nội dung của tác phẩm văn học cụ thể, mà còn cung cấp một cơ sở để nghiên cứu sự phát triển, tiến hóa của văn học.
Bởi lẽ, điều chủ yếu trong sự tiến hoá của nghệ thuật và của xã hội nói chung, là đổi mới cách tiếp cận và chiếm lĩnh thế giới và con người. Và do đổi mới quan niệm mà thế giới cũng được chiếm lĩnh sâu hơn, rộng hơn, với những phạm vi, giới hạn, chất lượng mới.